# Ommatius tractus
Ommatius tractus là một loài ruồi trong họ Asilidae. Ommatius tractus được Scarbrough miêu tả năm 2007. Loài này phân bố ở vùng Tân nhiệt đới.